# Aeroportul Internațional Bicol
Aeroportul Internațional Bicol (IATA: DRP, ICAO: RPLP) este un aeroport din Daraga⁠(d), Albay⁠(d), Bicol Region⁠(d), Luzon⁠(d), Filipine ce deservește zona Legazpi⁠(d). Aeroportul a fost tranzitat în 2022 de 526.742 de pasageri.
aeroportul dispune de 1 pistă. Este operat de Civil Aviation Authority of the Philippines⁠(d).

## Infrastructură

### Piste
Aeroportul dispune de o singură pistă. Pista are orientarea 05/23. 